# Sky Rock
Sky Rock är en klippa i Sydgeorgien och Sydsandwichöarna (Storbritannien). Den ligger i den nordvästra delen av Sydgeorgien och Sydsandwichöarna.
Terrängen runt Sky Rock är kuperad åt sydost, men västerut är den platt. Havet är nära Sky Rock norrut.  Trakten runt Sky Rock är nära nog obefolkad, med mindre än två invånare per kvadratkilometer. Det finns inga samhällen i närheten. Trakten runt Sky Rock består i huvudsak av gräsmarker.